# Sorus

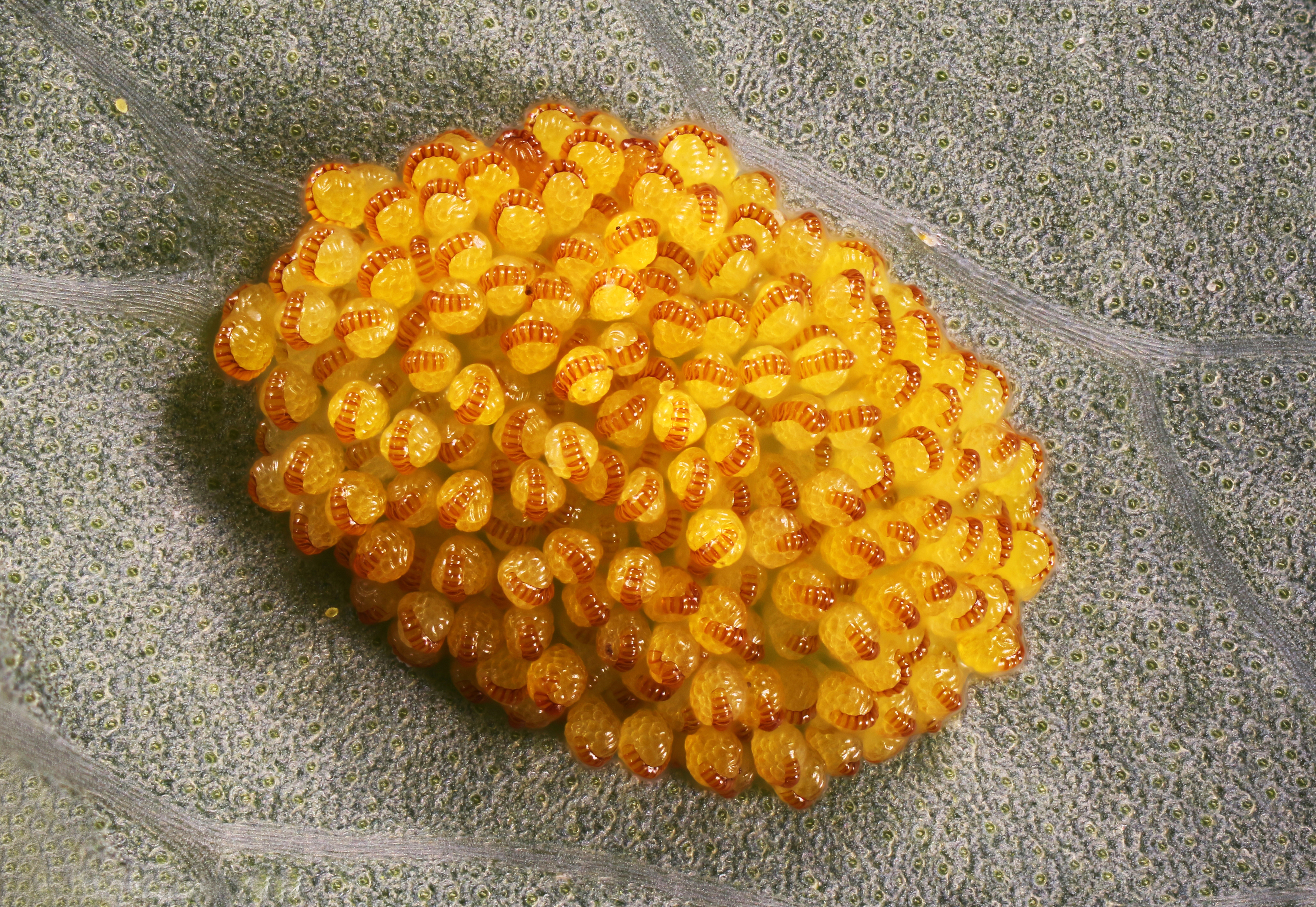
Sorus Goldtüpfelfarn (ca. 2 mm Länge)

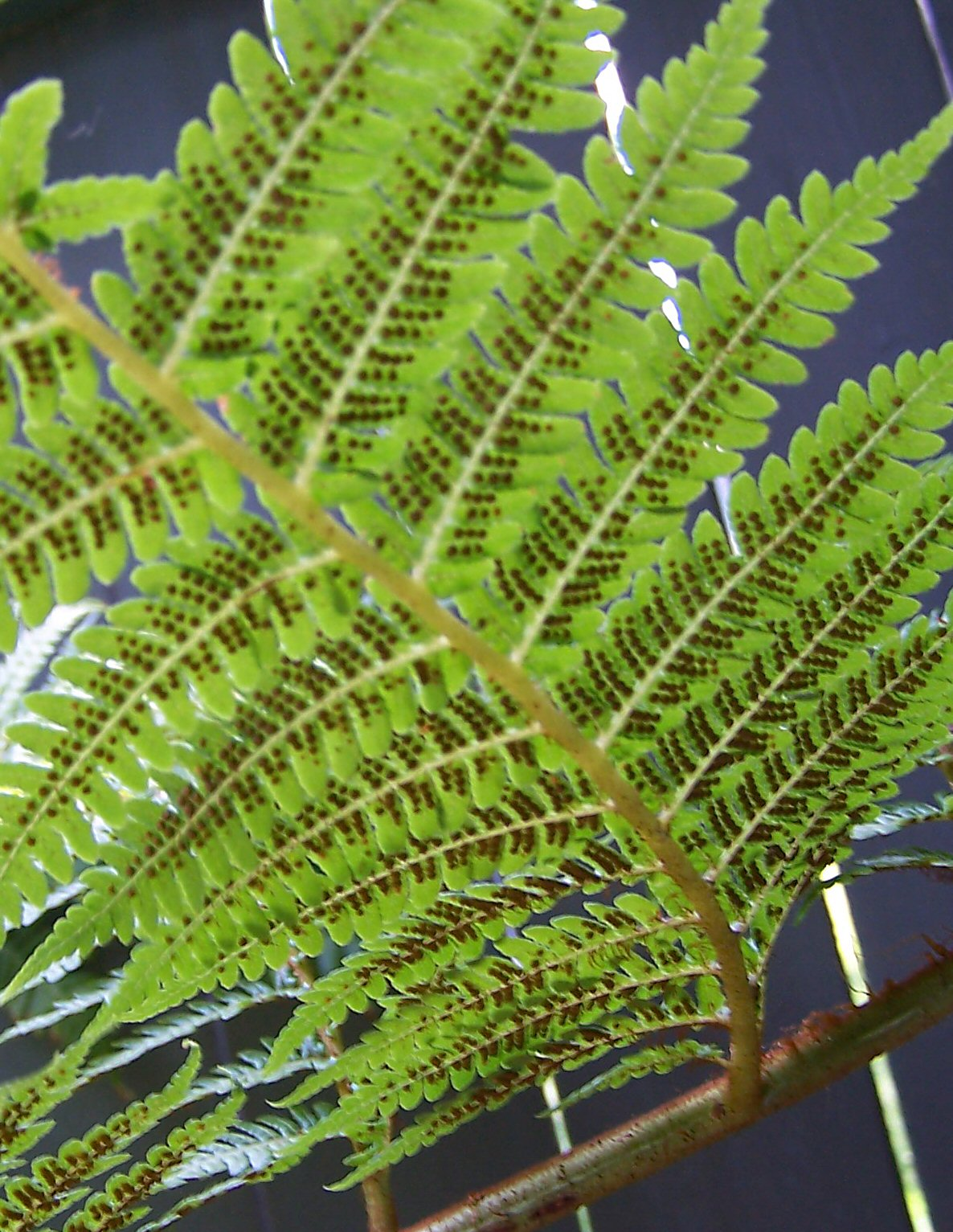
Sori auf der Blattunterseite des Baumfarnes Dicksonia antarctica

Ein Sorus (Plural Sori) ist eine Ansammlung von Sporangien bei Farnen oder Pilzen. Die Sporangien enthalten die der Fortpflanzung dienenden Sporen.

## Botanik
Die Sori bei Farnen sind an der Unterseite der Blätter hängende Gruppen von Sporangien, die an Erhebungen des Blattes (so genannten Plazenten) ansetzen. Die unterschiedliche Anordnung der Sori auf der Blattfläche und die Form der Sori sind wichtige Bestimmungsmerkmale. Junge Sori sind oft von so genannten Schleiern (Indusien) bedeckt.

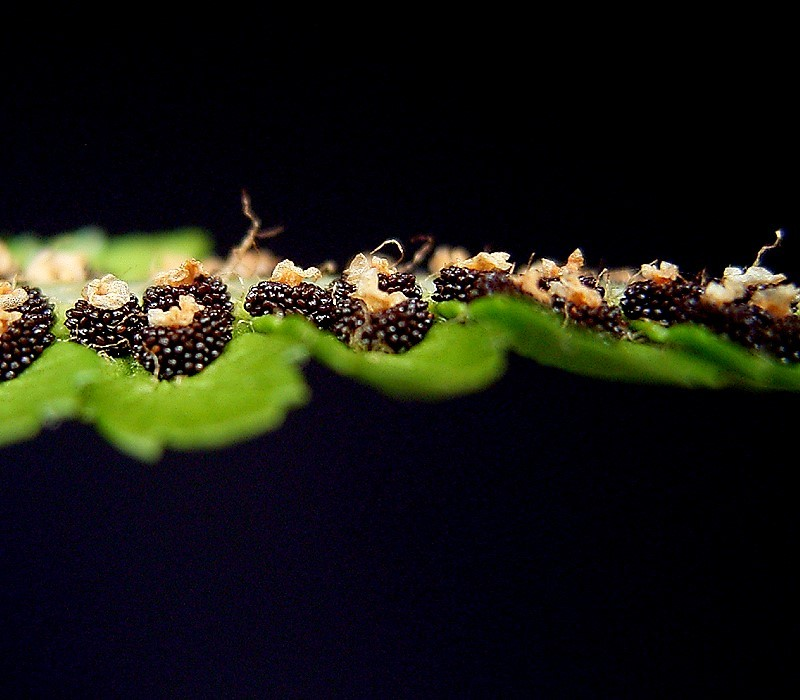
Blättchen des Echten Wurmfarns mit reifen Sori in Seitenansicht. Die Indusien sind zerknittert, die einzelnen Sporangien (dunkle Kugeln) sichtbar.

## Mykologie
In der Mykologie werden verschiedene Ansammlungen von Sporen als Sori bezeichnet, so die Uredo- und Teleutosporangien der Rostpilze oder die Brandsporenlager der  Brandpilzartigen (Ustilaginales) oder die nackten Sporenlager der Acrasidae.

## Nachweise
1. ↑  Heinrich Dörfelt, Gottfried Jetschke (Hrsg.): Wörterbuch der Mycologie. 2. Auflage. Spektrum Akademischer Verlag, Heidelberg/Berlin 2001, ISBN 3-8274-0920-9, S. 297.